# کوه نانتای
کوه نانتای، کوه فوتارا (به ژاپنی: 男体山, Nantai-san) یک آتشفشان چینه‌ای است که در هونشو در ژاپن واقع شده است.